# Bixo da Seda (álbum)
Bixo da Seda é o segundo álbum de estúdio da banda brasileira de rock progressivo Bixo da Seda - anteriormente conhecida como Liverpool e Liverpool Sound, gravado e lançado pela gravadora GEL, através do selo Continental, em 1976.

## Faixas
Todas as faixas escritas e compostas por Por Bixo da Seda, exceto quando referenciado. 
| Lado A |                        |                                   |         |  |
| N.º    | Título                 | Compositor(es)                    | Duração |  |
| 1.     | "Vênus"                | Bixo Da Seda / Vinícius Cantuária | 4:16    |  |
| 2.     | "Já Brilhou"           | Fughetti Luz / Mimi Lessa         | 5:09    |  |
| 3.     | "É como Teria que Ser" |                                   | 3:58    |  |
| 4.     | "Carrocel"             | Fughetti Luz / Mimi Lessa         | 3:35    |  |
| 5.     | "Bixo da Seda"         | Bixo da Seda / Paulinho Buffara   | 3:19    |  |

| Lado B         |                            |                                   |         |  |
| N.º            | Título                     | Compositor(es)                    | Duração |  |
| 1.             | "Sete de Ouro"             | Bixo Da Seda / Vinícius Cantuária | 4:52    |  |
| 2.             | "Gigante"                  |                                   | 6:01    |  |
| 3.             | "Um Abraço em Brian Jones" |                                   | 2:35    |  |
| 4.             | "Trem"                     | Fughetti Luz / Mimi Lessa         | 5:05    |  |
| Duração total: | Duração total:             | Duração total:                    | 38:49   |  |

## Créditos
Créditos dados pelo Discogs.

### Músicos
- Fughetti Luz: vocais, flauta e percussão
- Mimi Lessa: guitarra elétrica, viola, vocais
- Renato Ladeira: órgão, guitarra, gaita, vocais
- Marcos Lessa: baixo, viola, gaita, vocais
- Edson Espindola: bateria, percussão, vocais

### Ficha técnica
- Produção: Alfeu Junges
- Arranjos: Bixo da Seda e Cláudio Vera Cruz (faixas 5 e 6)
- Engenheiro de som e mixagem: Donald Lewis